# Jean-Claude Fuentes
Jean Claude Fuentes dit "Fufu" (né le 15 février 1948 à Ungersheim - Haut-Rhin) est un joueur de football professionnel français reconverti entraîneur.

## Biographie
Jean Claude Fuentes joue notamment au RC Strasbourg, au FC Lorient, au FC Rouen et à l'AS Red Star 93, avant de revenir dans sa région d'origine pour évoluer avec le FC Mulhouse. Désormais retraité, Jean Claude Fuentes s'occupe bénévolement d'équipes de jeunes dans la banlieue de Mulhouse.